# بخش مرکزی شهرستان تفتان

بخش مرکزی یکی بخش های شهرستان تفتان در استان سیستان و بلوچستان ایران است.

## تقسیمات کشوری
- بخش مرکزی شهرستان تفتان
  - دهستان اسکل‌آباد
  - دهستان تفتان جنوبی
  - شهر: نوک آباد

## جمعیت
جمعیت بخش مرکزی شهرستان تفتان براساس آخرین سرشماری عمومی نفوس و مسکن  در سال ۱۳۹۵، برابر با  ۲۳،۰۰۱ نفر بوده‌است.